# Assedio di Ichijōdani
L'assedio del castello di Ichijōdani (一乗谷城の戦い?, Ichijōdani-jō no Tatakai) fu una delle tanta battaglie combattute da oda Nobunaga contro i clan Azai e Asakura durante il periodo Sengoku.
Il castello di Ichijōdani, roccaforte principale di Asakura Yoshikage, era uno dei tanti castelli lussuosamente arredati che caratterizzava il periodo Azuchi-Momoyama. Scavi e ricerche presso le rovine del castello hanno rivelato che, come il castello di Fushimi di Toyotomi Hideyoshi, Ichijōdani era una castello di lusso con una biblioteca, un giardino e camere elegantemente decorate.
Asakura Yoshikage fu definitivamente sconfitto ed ebbe lo stesso destino del suo compagno d'armi Azai Nagamasa, il cui castello fu distrutto un anno prima da Oda Nobunaga nell'assedio di Odani.
Tuttavia Yoshikage riuscì a fuggire al tempio Rokubō Kenshō-ji, nei pressi dell'attuale città di Ōno.